# Villers-en-Arthies

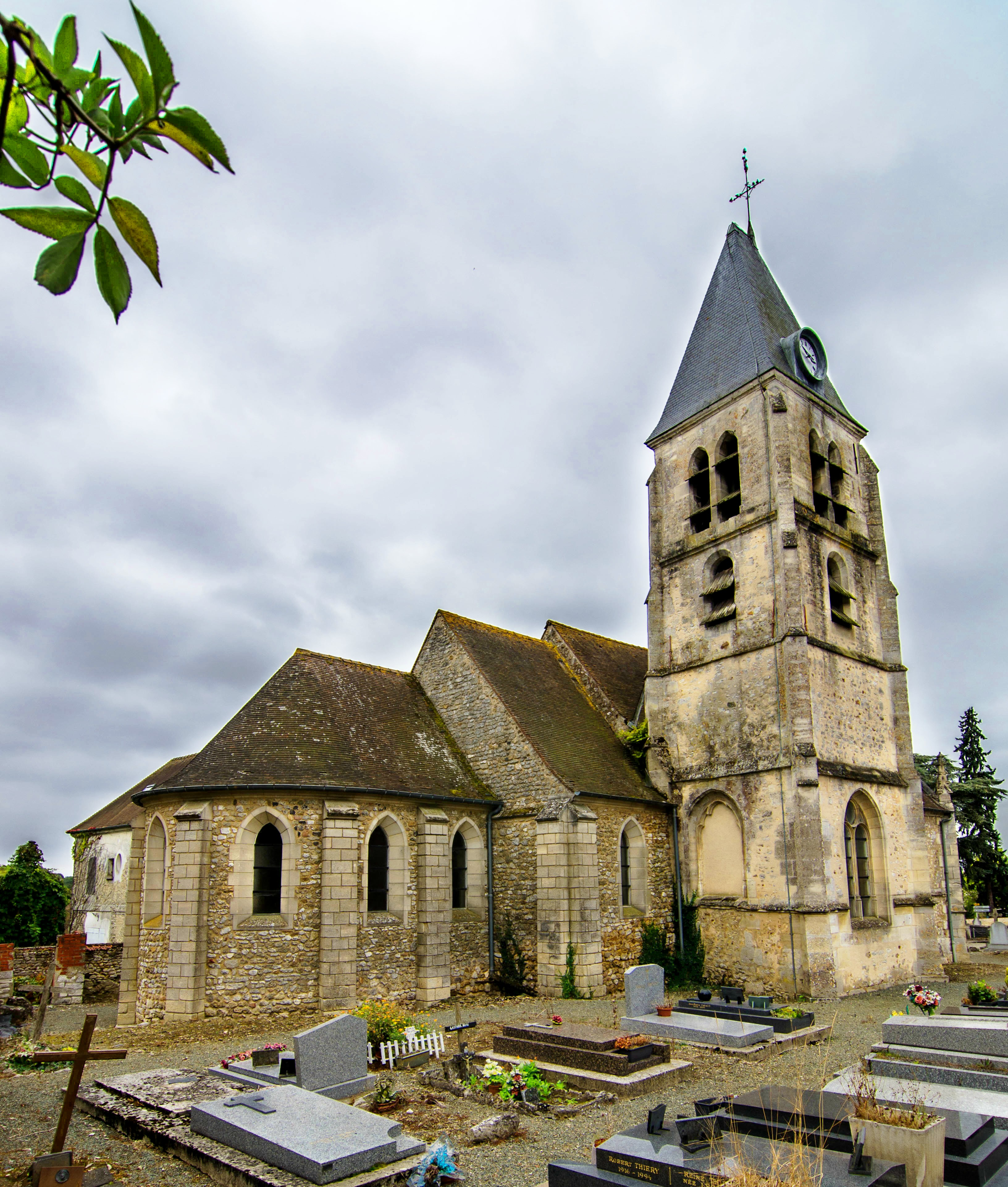
Kirche Saint-Martin

Villers-en-Arthies [vilɛʁ ɑ̃n‿aʁti] ist eine französische Gemeinde mit 487 Einwohnern (Stand 1. Januar 2022) im Département Val-d’Oise in der Region Île-de-France. Die Bewohner nennen sich Villersois bzw. Villersoises.

## Geografie
Die Gemeinde Villers-en-Arthies befindet sich ca. 50 Kilometer nordwestlich von Paris. Sie liegt im Regionalen Naturpark Vexin français.
Nachbargemeinden von Villers-en-Arthies sind Chaussy im Nordwesten, Genainville im Nordosten, Aincourt im Osten, Saint-Cyr-en-Arthies im Südosten und Vétheuil im Südwesten und Westen.
Zur Gemeinde gehören die Weiler Mares, Villeneuve, Le Tremblay, La Goulée und Chaudray.

## Geschichte
Im Jahr 768 wird Villers-en-Arthies erstmals in einer Urkunde von Pippin dem Jüngeren überliefert.
Vom Anfang des 14. Jahrhunderts bis 1763 besaß die Familie Le Tirant die Herrschaft des Ortes. 1763 verkaufte  Jean Achille René Romain Le Tirant diese an Pierre Louis René Cahouet. Dieser verkaufte sie mit dem Schloss 1778 an Jean Louis Loiseau de Berenger. Pierre-Victor Roger de Gadancourt wurde 1782 neuer Eigentümer.

## Bevölkerungsentwicklung
| Jahr      | 1962 | 1968 | 1975 | 1982 | 1990 | 1999 | 2007 | 2019 |
| --------- | ---- | ---- | ---- | ---- | ---- | ---- | ---- | ---- |
| Einwohner | 236  | 233  | 253  | 304  | 350  | 426  | 465  | 490  |

## Sehenswürdigkeiten
- Kirche Saint-Martin[1], erbaut ab dem 13. Jahrhundert (Monument historique)
- Schloss[2], erbaut im 17. Jahrhundert (Monument historique)
- Schlosspark[3] (Monument historique)

## Persönlichkeiten
- Christophe Ozanne (1633–1713), Bauer im Weiler Chaudray, wurde bekannt als Wunderheiler. Madame de Sévigné beschrieb ihn sehr vorteilhaft.
- Michel du Bois war ein Humanist, der in Villers-en-Arthies geboren wurde. Er flüchtete nach Genf, wo er 1537 eine Druckerei gründete, die die Werke von Johannes Calvin herausbrachte.[4]